# Provincia de Schleswig-Holstein
La provincia de Schleswig-Holstein (en alemán: Provinz Schleswig-Holstein) fue una provincia del reino de Prusia y el Estado Libre de Prusia desde 1868 a 1946. Fue creada de los ducados de Schleswig y Holstein, que habían sido conquistados por Prusia y el Imperio austriaco a Dinamarca en la guerra de los Ducados en 1864. Tras la guerra austro-prusiana en 1866, que finalizó con derrota austríaca, Schleswig y Holstein fueron anexados a Prusia. La provincia fue creada en 1868 y también incluyó al Ducado de Lauenburgo desde 1875.
Tras la derrota del Imperio alemán en la I Guerra Mundial, las potencias aliadas organizaron dos plebiscitos en el norte y el centro de Schleswig el 10 de febrero y el 14 de marzo de 1920, respectivamente. En el norte de Schleswig el 75 % votaron en favor de la reunificación con Dinamarca y el 25 % por permanecer dentro de Alemania. En el centro de Schleswig la situación era la invertida, con el 80 % en favor de Alemania y el 20 % de Dinamarca. No se realizó ninguna votación en el tercio sur de Schleswig.
El 15 de junio de 1920, el norte de Schleswig fue oficialmente reunificado con Dinamarca (Jutlandia Meridional). El resto de Schleswig permaneció como parte de Schleswig-Holstein, ahora como provincia del Estado Libre de Prusia.
Con la ley del Gran Hamburgo de 1937, la Ciudad Hanseática de Lubeck y el exclave de la región de Lubeck del estado de Oldemburgo fueron incorporados en la provincia de Schlewig-Holstein, mientras un número de municipios adyacentes, entre ellos las ciudades distritos de Altona y  Wandsbek, fueron incorporados en la Ciudad Hanseática de Hamburgo. Esta a su vez cedió sus exclaves de Geesthacht y Großhansdorf a Schleswig-Holstein.
Después de la II Guerra Mundial, Schleswig-Holstein fue parte de la zona de ocupación británica, aunque algunos municipios de Schleswig-Holstein al este de Ratzeburg fueron intercambiados por municipios de Mecklemburgo de la zona de ocupación soviética (Acuerdo de Barber Lyashchenko). La zona de ocupación británica se convirtió en el nuevo estado alemán de Schleswig-Holstein en 1949.